# Бедность не порок
«Бедность не порок» (первоначальное название «Гордым Бог противится») — комедия в трёх действиях Александра Николаевича Островского. Написана в 1853 году. Напечатана отдельным изданием в начале 1854 года.
Премьера в Москве состоялась в Малом театре 25 января (6 февраля) 1854 года; в Петербурге, на сцене Александринского театра, — 9 сентября того же года. Комедию «Бедность не порок» автор посвятил Прову Михайловичу Садовскому, артисту Малого театра. Он с огромным успехом выступал в пьесах своего друга А. Н. Островского, в частности в роли Любима Торцова.

## Действующие лица
- Гордей Карпыч Торцов, богатый купец.
- Пелагея Егоровна, его жена.
- Любовь Гордеевна, их дочь.
- Любим Карпыч Торцов, его брат, промотавшийся.
- Африкан Савич Коршунов, фабрикант.
- Митя, приказчик Торцова.
- Яша Гуслин, племянник Торцова.
- Гриша Разлюляев, молодой купчик, сын богатого отца.
- Анна Ивановна, молодая вдова.
- Маша, подруга Любови Гордеевны.
- Лиза, подруга Любови Гордеевны.
- Егорушка, мальчик, дальний родственник Торцова.
- Арина, нянька Любови Гордеевны.

## Сюжет
Действие происходит в уездном городе, в доме купца Торцова, во время Святок.

### Действие первое
Митя ходит по комнате; Егорушка сидит на табуретке и читает «Бову Королевича», затем останавливается и рассказывает Мите, что все домашние уехали кататься. Остался только Гордей Карпыч, он ужасно сердит на своего брата, Любима Карпыча, который накануне на праздничном обеде захмелел, начал разные колена выкидывать, насмешил всех гостей. Гордей Карпыч посчитал это за обиду, рассердился и прогнал брата. В отместку Любим Карпыч созорничал: встал с нищими у собора. Гордей Карпыч пуще прежнего разошёлся и сердится теперь на всех.
Приехали Пелагея Егоровна, Любовь Гордеевна и гости. Егорушка хватает книжку и убегает. Митя остается один, он сетует на жизнь («Всем-то я здесь чужой, ни родных, ни знакомых!»), садится к конторке и пытается работать. Но работа не идёт. Мысли Мити заняты любимой.
Пелагея Егоровна останавливается в дверях и ласково приглашает Митю прийти к ним вечером в гости. Гордея Карпыча дома не будет, он уедет к своему новому приятелю — фабриканту Африкану Савичу Коршунову. Пелагея Егоровна жалуется на Коршунова, человека буйного, часто выпивающего в компании своего директора-англичанина. Раньше Торцов отличался рассудительностью, но как в прошлом году съездил в Москву, все русское стало ему не мило: «Мне здесь не с кем компанию водить, всё сволочь, мужики, и живут по-мужицки», — и завел знакомство с «московским» богатеем Коршуновым, который спаивает нового приятеля. Дочь свою, Любовь Гордеевну, хочет выдать замуж исключительно в Москве.
Входит Яша Гуслин, племянник Торцова. Его тоже приглашают вечером в гости, и Яша с радостью соглашается. Митя делится своими заботами с Яшей: Митя, единственный сын старой и бедной матери, должен содержать её на маленькое жалованье; от Гордея Карпыча он видит только обиду, брань и попрёки бедностью; Митя мог бы перейти к Разлюляевым, но у Торцова его держит зазноба сердечная — Любовь Гордеевна. Яша советует Мите выкинуть из головы эту любовь, потому что Гордей Карпыч никогда не благословит их неравный брак.
В комнату входит Разлюляев с гармоникой, он весел и беззаботен, играет и поет, заявляет, что весь праздник гулять будет, а потом женится, да на богатой. Он садится рядом с Гуслиным, слушает написанную им песню. Митя предлагает спеть, и все поют. Посередине песни входит Гордей Карпыч Торцов. Все умолкают и встают. Торцов со злыми упреками набрасывается на Митю. Он замечает книгу стихотворений Кольцова, которую читает Митя, и следует новая порция попреков. Затем достается и Разлюляеву. И после гневной тирады Гордей Карпыч уходит.
После отъезда Гордея Карпыча, в комнату Мити заходят Любовь Гордеевна, Анна Ивановна, Маша и Лиза. Им скучно наверху, они стали искать интересной компании. Анна Ивановна ведет себя весьма вольно; Митя, Любовь Гордеевна и её подруги напротив — скованно и неловко. Анна Ивановна в открытую спрашивает Гуслина, когда тот на ней женится. Гуслин отвечает, что женится, как только получит разрешение от Гордея Карпыча; затем жестом подзывает Анну Ивановну и шепчет ей на ухо, показывая на Любовь Гордеевну и Митю. В это время Разлюляев веселит девушек: «Я больно плясать горазд. Девушки, полюбите меня кто-нибудь… за мою простоту». Девушки отвечают, что таких слов девушкам не говорят, а Любовь Гордеевна добавляет, глядя на Митю: «Может быть, кто-нибудь и любит кого-нибудь, да не скажет: надобно самому догадаться». Анна Ивановна, закончив совещание с Гуслиным и двусмысленно поглядывая то на Любовь Гордеевну, то на Митю, предлагает всем подняться наверх. Она открывает дверь и пропускает всех, а перед Любовью Гордеевной — захлопывает. Любовь Гордеевна стучится, просит выпустить; девушки за дверью веселятся.
Митя и Любовь Гордеевна остаются одни, и Митя робко говорит, что сочинил для неё стихи. Любовь Гордеевна просит Митю почитать их. Митя садится возле стола, Любовь Гордеевна подвигается к нему очень близко. Митя читает: «…Понапрасну своё сердце парень губит, Что неровнюшку девицу парень любит…» Любовь Гордеевна сидит некоторое время задумавшись, потом пишет ответ и отдаёт его Мите с условием, что Митя прочтёт его потом, когда Любовь Гордеевна уйдёт. В дверях она сталкивается с Любимом Карпычем. Тот веселится, видя испуг племянницы, потом уверяет, что ничего не скажет брату. Любовь Гордеевна убегает.
Любим Карпыч проходит и просит Митю приютить его на некоторое время: после того званого обеда брат не пускает его на порог. Любим Карпыч рассказывает Мите историю своей жизни: когда отец умер, Любиму Карпычу было двадцать лет. Гордей взял себе заведение, а брату отдал деньгами и векселями. Любим Карпыч поехал в Москву получать по билетам деньги и с головой окунулся в московскую красивую жизнь. И через некоторое время почти все наследство было истрачено. То, что осталось, Любим Карпыч доверил своему приятелю, Африкану Коршунову, который его и обманул. Остался Любим Карпыч ни с чем. Остался в Москве, стал скоморохом ходить. Той зимой Любим Карпыч сильно простудился, свезли его в больницу. Решился он, как выздоровеет, сходить Богу помолиться да идти к обратно брату. Брат принял его неласково, стыдиться стал, пенять. После пресловутого обеда обида взяла Любима Карпыча, решил он проучить брата («Ему, дураку, наука нужна»).
Митя собирается подняться наверх, вспоминает о письме. Дрожащими руками он достает его и читает: «И я тебя люблю. Любовь Торцова». Митя хватается за голову и убегает.

### Действие второе
Вечер. Гостиная в доме Торцова. В гостиной темно; только из двери слева свет. В эту дверь входят Любовь Гордеевна и Анна Ивановна. Любовь Гордеевна рассказывает, как сильно она любит Митю. Анна Ивановна предостерегает её от опрометчивых поступков, затем уходит.
Входит Митя. Он спрашивает Любовь Гордеевну, не шутка ли её признание. Любовь Гордеевна отвечает, что все написанное в записке — правда, и требует ответных уверений в любви. Она сначала делает вид, что не верит Мите («А я думала, что ты любишь Анну Ивановну»), но потом признается, что хотела всего лишь пошутить. Но Мите не до шуток, он слишком обеспокоен судьбой их любви. Митя и Любовь Гордеевна решают назавтра броситься в ноги Гордею Карпычу и объявить о своей любви, и дальше будь что будет. Они обнимаются. Когда раздаются чьи-то шаги, Митя тихо уходит.
В гостиную со свечой входит нянька Арина и отсылает Любовь Гордеевну к матери. В комнату вбегает Егорушка, и его Арина просит позвать соседских девушек-служанок петь святочные песни. Егорушка радуется предстоящему веселью и убегает.
В гостиную входит Пелагея Егоровна, она дает Арине указания, затем приглашает пройти остальных: Любовь Гордеевну, Машу, Лизу, Анну Ивановну, Разлюляева, Митю, Гуслина и двух своих престарелых подруг. Старухи и Пелагея Егоровна усаживаются на диван; Анна Ивановна и Гуслин садятся на стулья и тихонько разговаривают, Митя стоит возле них; Маша, Любовь Гордеевна и Лиза ходят по комнате, обнявшись; Разлюляев ходит за ними. Девушки весело пикируются с Разлюляевым, старухи переговариваются, глядя на них, а потом предлагают Гуслину спеть какую-нибудь песню. Пока Гуслин поет, входит Арина с напитками и угощеньем, потчует барышень сладостями, а старухам подает мадеру. Анна Ивановна тихо разговаривает с Пелагеей Егоровной, Разлюляев подхватывает Арину и пускается в пляс, Арина отбивается. Анна Ивановна вступается за Арину и сама вызывается плясать с Разлюляевым.
Входят соседские девушки, их радушно привечают, усаживают. Арина приносит блюдо, покрытое полотенцем — девушки будут петь подблюдные песни, гадать. Барышни снимают кольца и кладут на блюдо; девушки запевают. Разлюляев на словах «К тебе будут гости, Ко мне женихи… Кому вынется — Тому сбудется» вынимает кольцо и отдает Любови Гордеевне.
Приходят ряженые (старик с балалайкой, вожак с медведем и козой) и Егорушка. Подблюдные песни оставлены, ряженых потчуют вином, и они начинают веселить гостей: петь, плясать, разыгрывать сценки; Егорушка пляшет вместе с ними. Пока гости смотрят на ряженых, Митя что-то тихо шепчет Любови Гордеевне и целует. Разлюляев замечает это, подходит и заявляет, что расскажет все Пелагее Егоровне, что он сам хочет жениться на Любови Гордеевне, потому как у его семьи денег много, а Мите в данном случае надеяться не на что. Гуслин вступается за Митю. Их спор прерывает стук в дверь — пришел хозяин.
В гостиную входят Гордей Карпыч и Коршунов. Гордей Карпыч грубо прогоняет ряженых и девушек, лебезит перед Коршуновым, извиняется за «необразование» жены, устроившей вечер «не по всей форме». Но Коршунову, старому сластолюбцу, напротив, нравится компания молодых девушек. Он усаживается в кресло, хехекает, благосклонно принимает внимание к своей персоне. Торцов же изо всех сил тщится произвести «эффект»: велит подать шампанского, зажечь свечи в гостиной, чтобы осветить новую «мебель». Пелагея Егоровна выходит, чтобы выполнить приказание мужа, за ней уходят Арина и старухи-гостьи.
Коршунов подходит к барышням, к Любови Гордеевне, радостно хехекает, намекает на «дни святочные» и предлагает поцеловаться. Барышни не в восторге, отказываются. Гордей Карпыч приказывает подчиниться, и Любовь Гордеевна уступает. Пока Коршунов целует барышень, Гордей Карпыч замечает Митю и прогоняет его, вслед за Митей уходят Гуслин и Разлюляев.
Коршунов подсаживается к Любови Гордеевне, сладострастно хехекает и вручает дорогой подарок — бриллиантовые серьги. Любовь Гордеевна холодно отвечает Коршунову, тот же не церемонясь хватает и целует её руку, заводит разговор о любви и о своем богатстве. Любови Гордеевне отвратителен этот старик, она встает, чтобы уйти, но отец приказывает ей остаться. Она возвращается на своё место, и Коршунов опять хватает её за руку, гладит её и надевает ей на палец бриллиантовый перстень. Любовь Гордеевна вырывает руку, снимает перстень и отдает Коршунову.
В гостиную входят Пелагея Егоровна, Арина и Егорушка с вином и стаканами. Коршунов разыгрывает из себя важного гостя. Гордей Карпыч подносит Коршунову вино, приказывает жене кланяться, а девушкам запевать величальную. Выпив, Коршунов садится возле Любови Гордеевны, подзывает одну из девушек, треплет её по щеке, хехекает и сыплет ей в фартук мелочь. Затем приказывает Гордею Карпычу переходить к делу. Гордей Карпыч намеревается переехать из города, где, «невежество и необразование», в Москву. Тем более что там будет свой человек — зятюшка Африкан Савич. Они уже сговорились и по рукам ударили.
Пелагея Егоровна ужасается, кричит «Моя дочь! Не отдам!»; Коршунов жестко замечает Торцову: «Обещал, так держи слово». Любовь Гордеевна бросается к отцу и умоляет его передумать. Гордей Карпыч неумолим: «Ты, дура, сама не понимаешь своего счастья. В Москве будешь по-барски жить, в каретах будешь ездить… я так приказываю». И Любовь Гордеевна смиренно отвечает: «Твоя воля батюшка!», кланяется и отходит к матери. Довольный Гордей Карпыч приказывает девушкам запевать свадбишную и приглашает дорогого гостя перейти в другую комнату. Любовь Гордеевна плачет в объятиях матери, подруги окружают её.

### Действие третье
Утро. Комната в доме Торцова. Одна дверь ведет в зал, где обедают гости, другая — во внутренние комнаты. В комнате сидит Арина, с ней несколько служанок. Входит Пелагея Егоровна и отпускает их. Пелагея Егоровна вся в предсвадебных хлопотах, но на душе у неё тяжело.
Входит Анна Ивановна, а за нею Митя. Еле сдерживая слёзы он говорит, что пришёл проститься с доброй хозяйкой: сегодня ночью он уезжает к матери и больше уже не вернётся. Митя кланяется в ноги Пелагее Егоровне, целуется с ней и с Анной Ивановной. Потом решает, что надо бы и с Любовью Гордеевной проститься. Пелагея Егоровна посылает за дочерью, Анна Ивановна печально качает головой и уходит.
Пелагея Егоровна жалуется Мите на горе: против воли отдает дочь за дурного человека. Митя почти плача упрекает её в том, что она не противостоит своеволию мужа. Пелагея Егоровна сокрушается, просит Митю пожалеть и не упрекать её. Митя в порыве чувств решается открыться и рассказывает о том, что вчера он и Любовь Гордеевна сговорились просить благословения; и вот утром такое известие… Пелагея Егоровна поражена, она искренне сочувствует Мите.
Входит Любовь Гордеевна, она прощается с Митей, плачет. Митя от отчаяния предлагает Пелагее Егоровне благословить их, а затем тайно увезти Любовь Гордеевну к своей старой матери и там повенчаться. Пелагея Егоровна в ужасе («Что ты, беспутный, выдумал-то! Да кто ж это посмеет такой грех на душу взять…»). Да и Любовь Гордеевна против такого плана. Она говорит Мите, что любит его, но из воли родительской не выйдет, «так уж оно заведено исстари». И пусть она будет страдать за постылым мужем, но знать, что по закону живёт, и никто в глаза насмеяться не посмеет. Митя смиренно принимает решение Любови Гордеевны, прощается и уходит.
Из столовой в комнату входит Коршунов, он просит Пелагею Егоровну выйти, чтобы по секрету поговорить с невестой «о своих делах». Коршунов подсаживается к плачущей Любови Гордеевне и рассказывает ей обо всех «выгодах» брака со стариком («Старик-то за любовь и подарочком… и золотом, и бархатом…», а молодой муж «глядишь, и приволокнется за кем-нибудь на стороне… а жена-то сохни»), непрерывно целует ей руки и хехекает. Любовь Гордеевна спрашивает, любила ли Коршунова его покойная жена. Коршунов весьма жестко отвечает, что не любила. По сути, Коршунов купил себе жену: «Им, видишь ты, деньги нужны были, нечем было жить: я давал, не отказывал; а мне вот нужно, чтоб меня любили. Что ж, я волен этого требовать или нет? Я ведь за то деньги платил. На меня грех пожаловаться: кого я полюблю — тому хорошо жить на свете; а уж кого не полюблю, так не пеняй!»
В комнату входит Гордей Карпыч. Он подобострастно говорит с Коршуновым, хвастается своей «культурностью»: «В другом месте за столом-то прислуживает молодец в поддевке либо девка, а у меня фициянт в нитяных перчатках… Ох, если б мне жить в Москве али бы в Питербурхе, я бы, кажется, всякую моду подражал». Вбегает Егорушка и, смеясь, рассказывает, что пришел Любим Карпыч и начал разгонять гостей. Гордей Карпыч сердится и уходит вместе с Егорушкой.
Входят Разлюляев, Маша и Лиза, а за ними сразу же Любим Карпыч. Он ёрничает в адрес Коршунова; вроде шутит, но в то же время обвиняет в том, что Коршунов разорил его: «Ты меня так возвеличил, в такое звание возвел, что вот я ничего не украл, а людям в глаза глядеть совестно!» Любим Карпыч требует отдать старый долг и за племянницу миллион триста тысяч.
Входит Гордей Карпыч, он гонит брата из дома. Но решительно настроенный Любим Карпыч не уходит, он обличает Коршунова в бесчестии и преступлениях. Гордей Карпыч приказывает увести брата, но Любим уходит сам. Уязвленный Коршунов жалуется на причинённую ему обиду, говорит, что уедет в Москву, требует, чтобы Гордей покланялся «чтоб я дочь-то твою взял». Оскорбленный Гордей Карпыч отказывается кланяться, в порыве гнева говорит, что завтра же отдаст дочь за Митьку, который в этот момент вошёл в комнату. Взбешённый Коршунов уходит.
Митя и Любовь Гордеевна признаются, что давно любят друг друга, и просят благословить «по-родительски, с любовию», а не назло. Гордей Карпыч опять упрекает Митю в том, что он беден и не ровня семье Торцовых. Пелагея Егоровна и Любовь Гордеевна и вошедший Любим Карпыч просят благословить молодых. В ответ Гордей Карпыч утирает слезу, обнимает и благословляет Митю и Любовь Гордеевну. Яша Гуслин спрашивает разрешения жениться на Анне Ивановне и тоже получает благословение. Разлюляев поздравляет Митю, Пелагея Егоровна просит девушек запеть весёлую свадебную песню.

## Постановки
- Премьера 25 января 1854 в Малом театре при деятельном участии Островского. (Гордей Торцов — Степанов, Пелагея Егоровна — Орлова-Синепкая, Любовь Гордеевна — Воронова. Любим Торцов — П. Садовский, Коршунов — Щепкин, Митя — Самарин, Гуслин — Калиновский, Разлюляев — С. Васильев, Анна Ивановна — Никулина-Косицкая, Арина — Акимова).
- 9 сентября 1854 в бенефис реж. Яблочкина в Александрийском театре (Гордей Торцов — Григорьев 2-й, Пелагея Егоровна — Линская, Любовь Гордеевна — Читау, Любим Торцов — В. Самойлов, Коршунов — Мартынов, Митя — Бурдин, Гуслин — Калиновский, Разлюляев — Марковецкий, Анна Ивановна — Оплова, Арина — Громова). 19 авг. 1884 там же (Любовь Гордеевна — Савине); 25 янв. 1894 там же (Любовь Гордеевна — Пасхалова, Любим Торцов — Давыдов, Коршунов — Варламов, Анна Ивановна — Савина, Митя — Аполлоеский, Пелагея Егоровна — Стрельская, Разлюляев — Сазонов).
- Малый театр (17 сент. 1908, Гордей Торцов — М. Садовский, Пелагея Егоровна — Садовская, Любим Торцов — К. Рыбаков, Разлюляев — Яковлев)
- Театр Корша (26 сент. 1914; реж. Санин; Пелагея Егоровна — Блюменталь-Тамарина, Любим Торцов — Борисов).
- Петроградский академический театр драмы (3 дек. 1921; Пелагея Егоровна — Корчагина-Александровская, Любовь Гордеевна — Домашова, Любим Торцов — К. Яковлев, Коршунов — Корвин-Круковский, Митя — Пешков, Разлюляев — Воронов, Анна Ивановна — Потоцкая)
- Московский театр им. Ленинского комсомола (1935; реж. Судаков, худ. Матрунин; Любовь Гордеевна — Половикова, Любим Торцов — Соловьёв);
- Московский театр-студия под рук. Дикого (1936; геж. Топорков, худ. Мепыцутин);
- Московский театр им. М. Н. Ермоловой (1936; реж. М. А. Терешкович)
- Санкт-Петербургский театр юношеского творчества им. М. Г. Дубровина (Н. В. Сергеев)
- Московский театр им. М. Н. Ермоловой (1995; Любим Торцов — В. П. Заманский, Арина, нянька — Е. Г. Королёва)
- Малый театр (2006; Гордей Торцов — Д. Д. Кознов, Пелагея Егоровна — Т. Н. Лебедева, Любовь Гордеевна — Л. В. Ещенко, Митя — Г. Н. Скряпкин, Яша Гуслин — Д. Н. Курочка, Гриша Разлюляев — С. В. Потапов, Анна Ивановна — И. А. Жерякова, Маша — Е. О. Порубель, Лиза — О. Г. Жевакина, Арина — З. Е. Андреева; исполнитель роли Любима Торцова и режиссёр-постановщик — А. В. Коршунов)